# Gnilica mózgowata

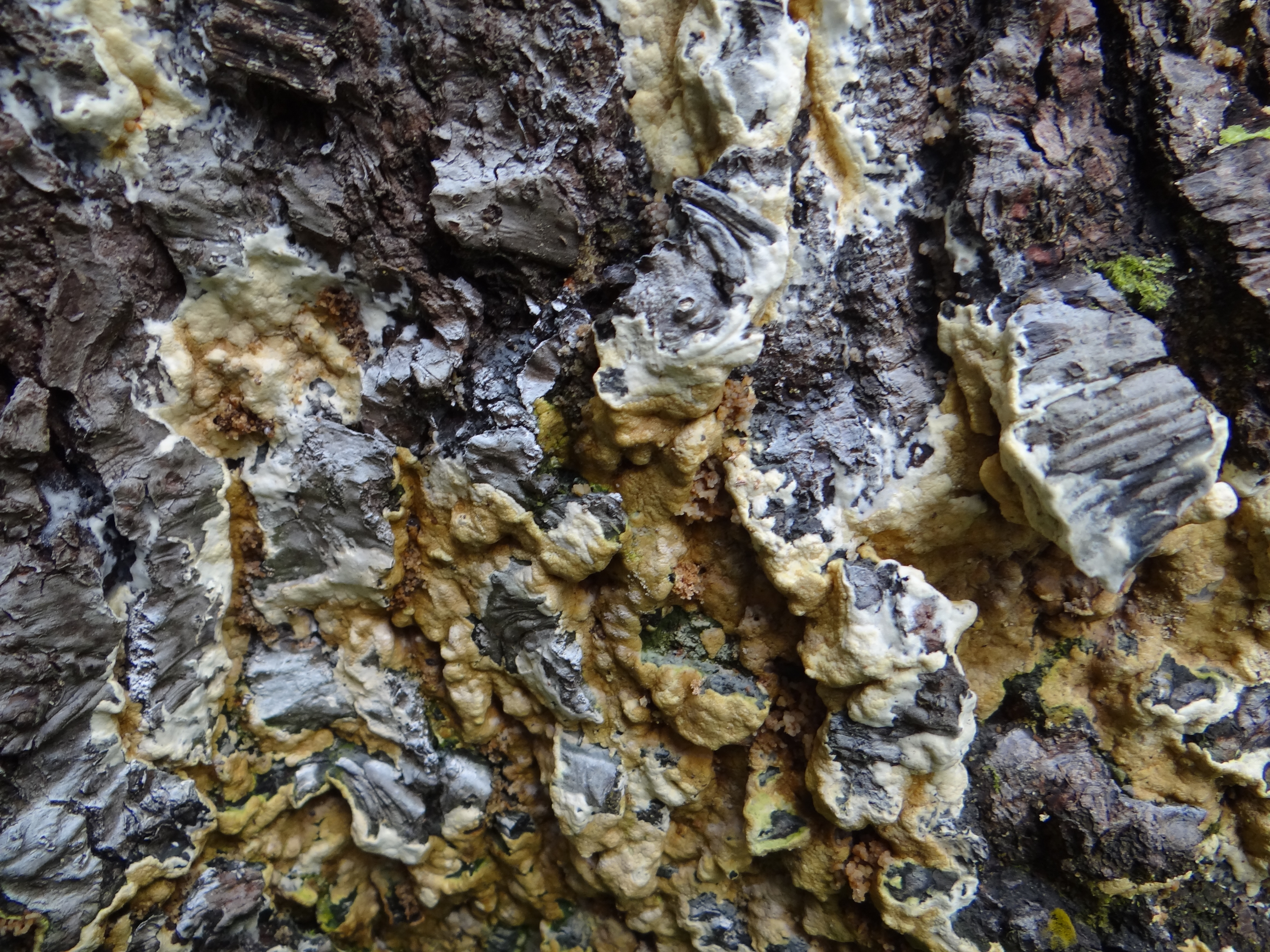
Gnilica mózgowata na pniaku

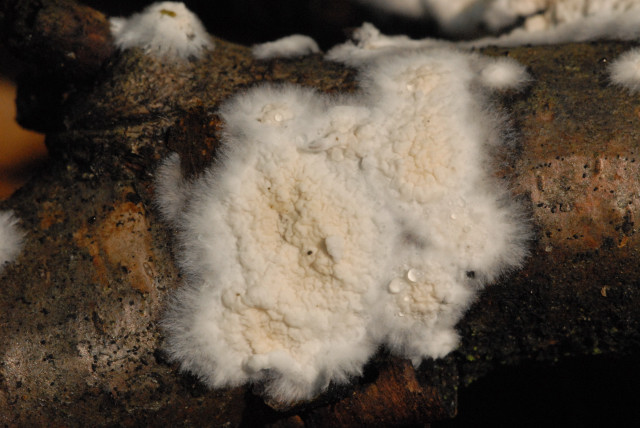

Gnilica mózgowata (Coniophora puteana (Schumach.) P. Karst.) – gatunek grzybów z rodziny gnilicowatych (Coniophoraceae).

## Systematyka i nazewnictwo
Pozycja w klasyfikacji według Index Fungorum: Coniophora, Coniophoraceae, Boletales, Agaricomycetidae, Agaricomycetes, Agaricomycotina, Basidiomycota, Fungi.
Po raz pierwszy takson ten zdiagnozował w 1803 r. Heinrich Christian Friedrich Schumacher nadając mu nazwę Thelephora puteana. Obecną, uznaną przez Index Fungorum nazwę nadał mu w 1868 r. Karsten, przenosząc go do rodzaju Coniophora.
Synonimów nazwy naukowej ma ponad 50.
Polską nazwę podał Henryk Orłoś w 1951 r. W polskim piśmiennictwie mykologicznym gatunek ten opisywany był też pod nazwami: stęchlinek mózgowaty, powłocznik mózgowaty i piwniczny grzyb domowy.

## Morfologia
Owocnik
Rozpostarty i przylegający do podłoża, jednoroczny lub wieloletni, osiągający średnicę do 20 cm. Początkowo jest miękki i mięsisty, później korkowaty. Wykształca się w postaci płaskich płatów o barwie kremowej, z czasem przechodzącej poprzez ochrową i oliwkową w ciemnobrunatną. Starsze owocniki brzegami odstają od podłoża. Hymenofor nierówny i nieregularnie pokryty brodawkami lub guzkami, oszroniony. Obrzeże ma barwę od białej do kremowej, jest rozrzedzone i zbudowane z luźno ułożonych pasm strzępek. Tworzy cienkie (o grubości do 1 mm), elastyczne, ciemnobrunatne ryzomorfy.
Cechy mikroskopowe
System strzępkowy monomityczny. Strzępki bezbarwne, cienkościenne, przeważnie z poprzecznymi przegrodami, rzadko tylko rozgałęziające się. Mają średnicę 2–3 μm, na niektórych w ich środkowej części występują pojedyncze lub podwójne sprzążki o średnicy do 11 μm, czasami mocno beczułkowate, o średnicy do 20 μm. Cystyd brak, natomiast pomiędzy podstawkami licznie występują sterylne elementy. Mają one wąsko wrzecionowaty kształt, często są faliste lub wygięte, rozgałęzione lub klapowane, cienkościenne, o średnicy 2–4 μm i długości dochodzącej aż do 80 μm. Podstawki wąsko zgrubiałe, lekko nabrzmiałe u podstawy, 4–sterygmowe, z prostymi przegrodami u podstawy. Mają rozmiar 30–100 (120) × 7–9 μm. Bazydiospory o kształcie od wąsko do szeroko elipsoidalnego, barwie od bladożółtej do brązowej, grubościenne z płytkimi porami rostkowymi na końcach. Są nieamyloidalne lub słabo amyloidalne. Mają rozmiar 8–13 (14) × 5–8 (9) μm.
Gatunki podobne
- gnilica cienka, g. sucha (Coniophora arida) – ma gładki hymenofor i owocnik cieńszy i jaśniejszy. Pospolita[5].
- gnilica oliwkowa (Coniophora olivacea) – w hymenium posiada długie i daleko wystające cystydy z licznymi przegrodami. W Polsce rzadka[5].
- stroczek domowy, zwany też grzybem domowym właściwym (Serpula lacrimans) – o watowatym, żółtawym lub brązowawym owocniku[5].

## Występowanie i siedlisko
Gnilica mózgowata znana jest tylko na półkuli północnej; występuje tutaj na wszystkich kontynentach, ale w Afryce tylko w Maroku. W Polsce jest pospolita.
Nadrzewny grzyb saprotroficzny. Występuje w lasach, głównie na martwym drewnie drzew iglastych; świerka, jodły, sosny, ale także na buku. Obserwowano występowanie także na uprawianych modrzewiach, żywotniku zachodnim, żywotniku wschodnim. Rozwija się także na konstrukcjach drewnianych.

## Znaczenie
Jeden z najbardziej szkodliwych tzw. grzybów domowych. Atakuje drewno drzew liściastych i iglastych, zwłaszcza wykonane z niego podłogi w niepodpiwniczonych budynkach oraz elementy narażone na wilgoć z gruntu (elementy o nieprawidłowo wykonanej izolacji przeciwwilgociowej). Powoduje brunatną zgniliznę drewna, nie potrafi jednak tak jak stroczek domowy rozprzestrzeniać się na suche drewno.
Optymalna temperatura rozwoju wynosi około 23 °C i rozwija się tylko na wilgotnym drewnie (o wilgotności co najmniej 50 °C). Zwalczanie go w budownictwie polega więc głównie na stosowaniu suchego drewna.